# 2012 ТС4

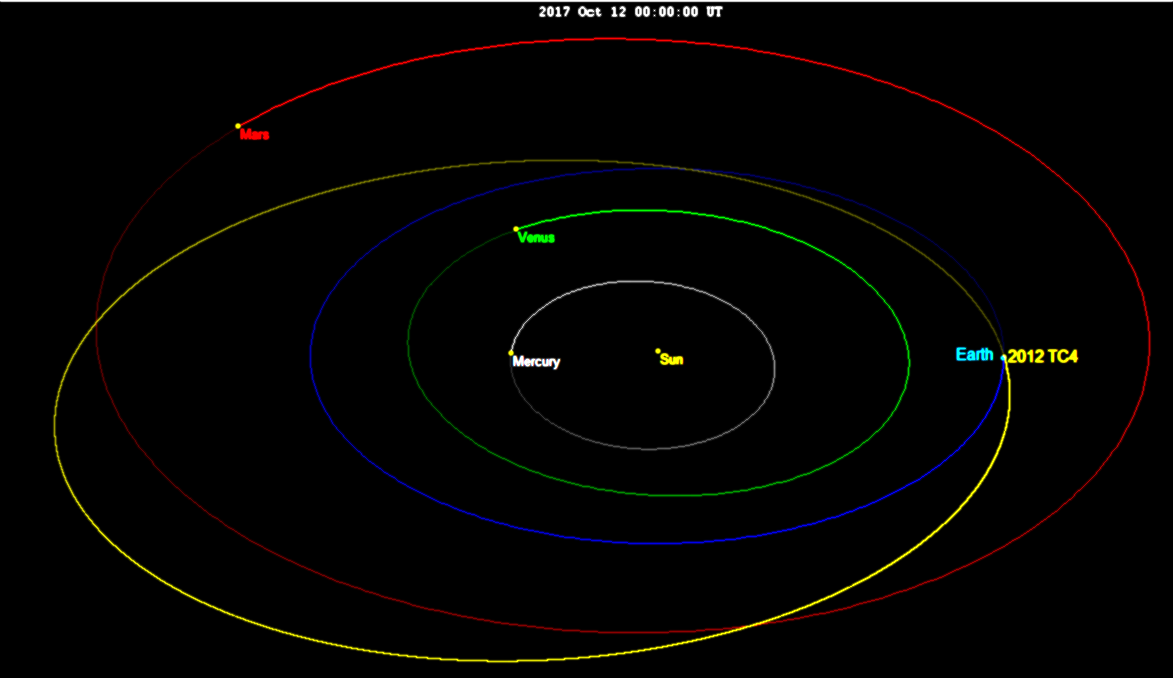

2012 ТС4 — навколоземний астероїд діаметром 13 м.
Астероїд 2012 ТС4 12 жовтня 2017 р. (о 5:41 за всесвітнім часом) за розрахунками мав пролетіти лише за 44 880 км від Землі (або, уточнено, 50 100 км). Відстань від Землі до Місяця складає 384 403 кілометри. Швидкість 2012 ТС4 — 27 540 км/год.

## 2012 рік
У 2012 році 2012 ТС4 пролетів на відстані 94 800 км від планети Земля.

## 2017 рік
Астероїд з'явився в розрахунковому місці і спостерігався за допомогою Дуже Великого Телескопа 27 липня 2017 року з видимою зоряною величиною 26,8 на відстані 0,4 а. о. (60 000 000 км) від Землі. Під час повторного виявлення астероїд був приблизно в 100 млн разів слабшим, ніж те, що видно неозброєним оком і в 500 разів слабшим, ніж коли він був виявлений у 2012 році. За результатами спостережень під час зближення 2017 року стало відомо що 12 жовтня 2017 року 5:42 UT астероїд пройшов за 0,0 003 352 а. о. (50 150 км) від Землі. Потім о 19:19 за Гринвічем, астероїд пройшов за 0,001 856 а. о. (277 700 км) від Місяця. Максимальна зоряна величина 12,8 і занадто слабка для спостереження неозброєним оком. Зближення 2017 року збільшить орбітальний період астероїда з 1,67 року до 2,06 року.

### Зближення
| дата             | а. о.    | відстань до Місяця | небесне тіло |
| ---------------- | -------- | ------------------ | ------------ |
| 1986/10/13 10:17 | 0,007292 | 2,84               | Місяць       |
| 1986/10/14 06:29 | 0,008533 | 3,32               | Земля        |
| 1996/10/13 01:44 | 0,004964 | 1,93               | Земля        |
| 1996/10/13 17:19 | 0,003477 | 1,35               | Місяць       |
| 2012/10/12 05:30 | 0,000634 | 0,247              | Земля        |
| 2012/10/12 21:45 | 0,000761 | 0,296              | Місяць       |
| 2017/10/12 05:42 | 0,000335 | 0,130              | Земля        |
| 2017/10/12 19:19 | 0,001856 | 0,723              | Місяць       |
| 2034/09/30 12:47 | 0,050211 | 19,5               | Марс         |
| 2050/07/29 19:46 | 0,061079 | 23,7               | Марс         |
| 2050/10/19 06:22 | 0,009788 | 3,81               | Місяць       |
| 2050/10/19 10:50 | 0,012377 | 4,82               | Земля        |